# Michael McCready
Michael "Mike" McCready (ur. 19 czerwca 1950; zm. 16 grudnia 1999) – amerykański zapaśnik walczący w stylu wolnym.
Zajął piąte miejsce na mistrzostwach świata z 1975; szósty w 1974, odpadł w eliminacjach w 1973 i 1977. Zdobył złoty medal na igrzyskach panamerykańskich w 1979. Drugi w Pucharze Świata w 1973, 1975 i 1976 roku.
Zawodnik University of Northern Iowa, mistrz USA w pchnięciu kulą, trener zapasów.